# 댄 슐먼
댄 슐먼(영어: Dan Schulman, 1958년 1월 19일 ~ )은 미국의 기업인으로, 전자 상거래 프로그램 제작사 페이팔의 현 회장 겸 CEO이다.
그는 뉴저지주 뉴어크 출신으로, 아버지는 화학 엔지니어, 어머니는 대학 행정직원이었다. 대학 졸업 후 통신회사 AT&T에 입사하여 18년간 근무하였다. 영업사원으로 시작하여 서비스와 판매전략을 담당부서를 거쳤고 소비자사업부를 이끌게 됐다. 이후 온라인 여행사인 프라이스라인의 CEO로 2년간 근무하다가, 영국 버진그룹의 리처드 브랜슨의 추천으로 버진 모바일 USA의 CEO 자리에 앉았다.
아메리칸 익스프레스로 자리를 옮긴 슐먼은 젊은 고객층과 기존 은행에 접근이 어려운 고객층을 대상으로 '아멕스 블루버드(AmEx Bluebird)'라는 선불 현금카드 상품을 내놓았다. 이는 이베이의 CEO 존 도너호의 눈길을 끌었고 도너호는 2014년 슐먼에게 페이팔의 CEO를 맡겼다.